# De zeven raven

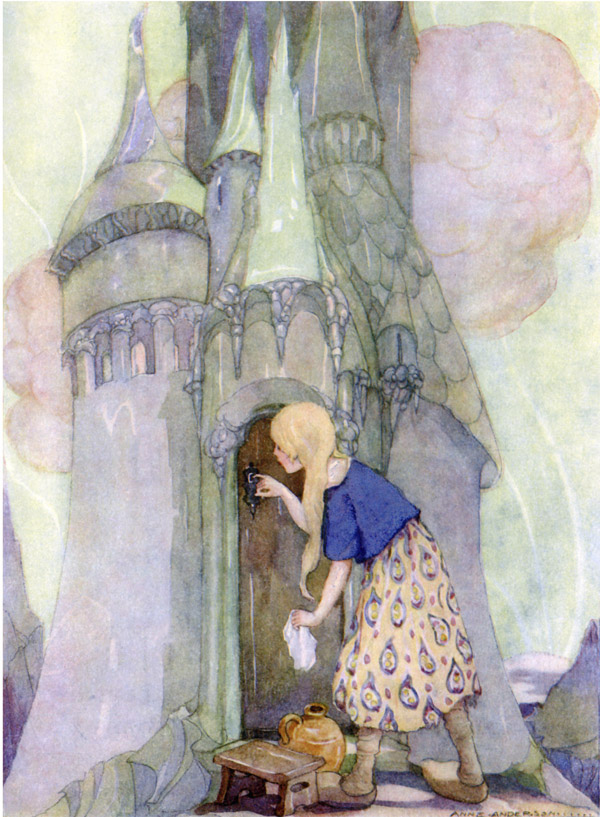

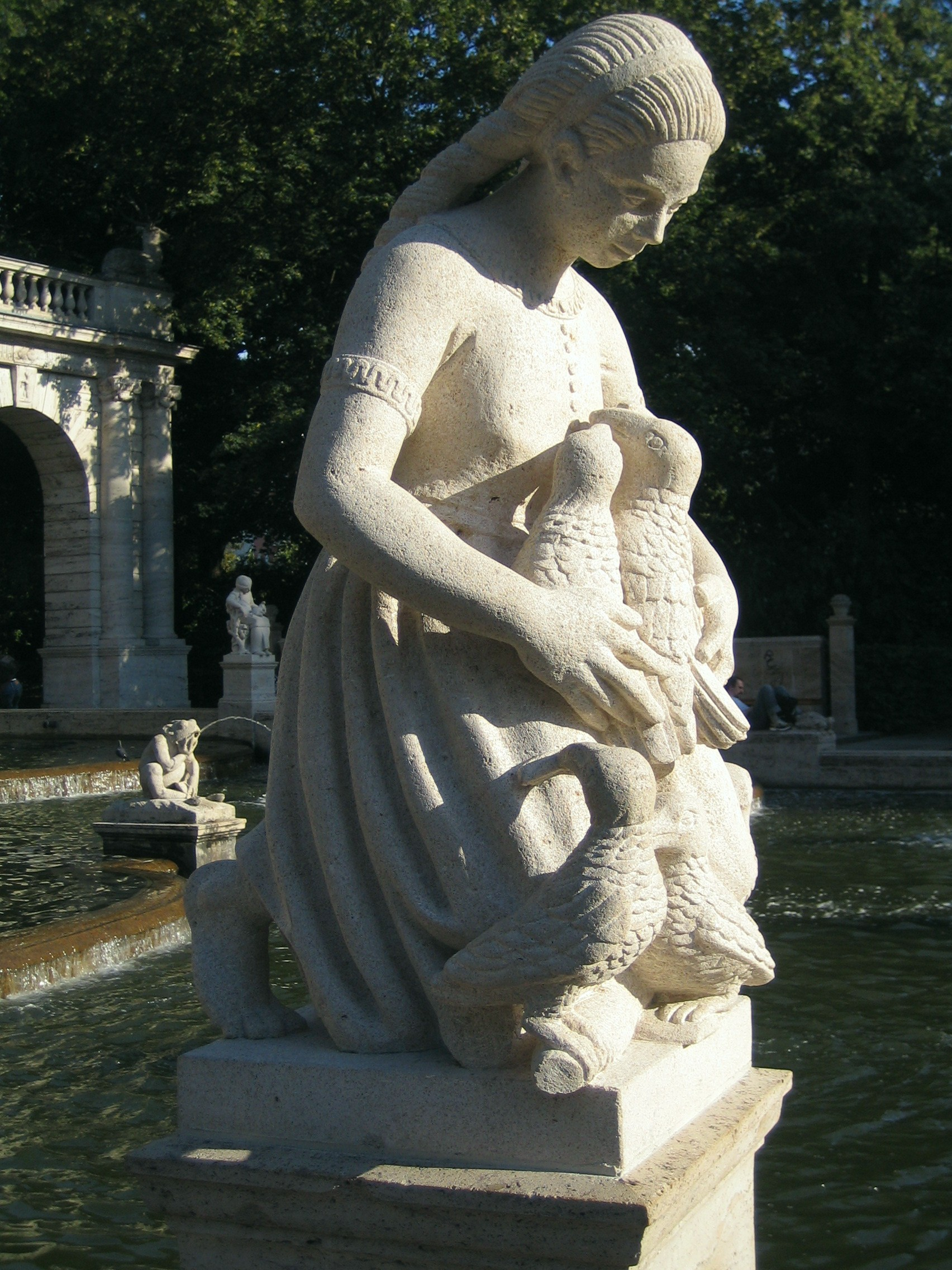

De zeven raven is een sprookje uit Kinder- und Hausmärchen, de verzameling van de gebroeders Grimm, met als nummer KHM25. De oorspronkelijke naam is Die sieben Raben.

## Het verhaal
Een man heeft zeven zonen en verlangt naar een dochtertje, zijn vrouw bevalt dan inderdaad van een meisje. Het is echter zo zwak en klein dat het een nooddoop krijgt en een van de jongens wordt naar de put gestuurd om water te halen. De andere zes gaan mee. Bij het scheppen valt de kruik in de put. Ze weten niet wat ze moeten doen en blijven daarom lang weg. De vader wordt bang dat zijn dochtertje ongedoopt zal sterven en roept: "ik wou dat de jongens allemaal in raven veranderen". Meteen daarna ziet de vader zeven roetzwarte raven wegvliegen en de ouders zijn diepbedroefd.
Het dochtertje overleeft toch en geeft de ouders enige troost, ze vertellen haar niet dat ze broers heeft gehad. Maar op een dag hoort ze mensen praten en hoort dat zij de reden is van het ongeluk van haar zeven broers. Ze wordt verdrietig en praat met haar ouders, die vertellen dat haar geboorte de onschuldige aanleiding was geweest. Het meisje besluit haar broers te verlossen en gaat stiekem de wijde wereld in. Ze neemt alleen een ringetje van haar ouders mee, een stoel, een brood en water. Ze komt bij het einde van de wereld en bij de zon, die heet is en kleine kinderen eet. Dan rent ze naar de maan en vindt het daar veel te koud en de maan ruikt mensenvlees.
Het meisje komt bij de sterren en die zitten elk op hun eigen stoel. De morgenster gaat staan, geeft het meisje een hinkelbotje en zegt: "als je dat botje niet hebt, kun je de glazen berg niet openmaken en daarin zitten je broers". Het meisje wikkelt het botje in een lapje stof en loopt naar de glazen berg. De poort is op slot en als ze het botje wil pakken, blijkt het te zijn verdwenen. Het meisje pakt een mes en snijdt haar pink af en hiermee kan ze de poort openen. Ze ontmoet een dwerg en deze vraagt wat ze zoekt. Als hij hoort dat ze haar broers, de zeven raven, zoekt, vertelt hij dat deze niet thuis zijn.
De dwerg brengt zeven bordjes en zeven bekertjes binnen en het meisje neemt een hap van ieder bordje en een slok uit elk bekertje. In het laatste bekertje laat ze haar ringetje vallen. De heren raven komen thuis en vragen wie uit hun bordje gegeten, en wie uit hun bekertje gedronken heeft. Als het ringetje wordt gevonden, herkennen ze dit. Het meisje komt tevoorschijn en de broers krijgen hun normale uiterlijk terug. Ze zijn verlost en gaan vrolijk naar huis.

## Achtergronden bij het verhaal
- Het sprookje komt uit de Mainstreek, het begin van het sprookje komt uit een versie uit Wenen.
- In de eerste uitgaven van Kinder- und Hausmärchen heette het sprookje "Die drei Raben". De moeder ontvlucht hierbij haar drie zonen als ze in de kerk kaartspelen. In de tweede uitgave werd het begin van het verhaal vervangen door de versie uit Wenen. De gebroeders Grimm verwijzen naar talrijke verwante verhalen uit de Germaanse en Noordse mythologie. Ook uit de Griekse mythologie zijn varianten bekend.
- Ook in Broertje en zusje (KHM11) en De twaalf broeders (KHM9) redt het zusje haar broer(s).
- Een soortgelijk verhaal staat in de Pentamerone van Giambattista Basile, hierin worden de jongens in duiven veranderd.
- Broers die in raven worden veranderd, komen ook voor in De twaalf broeders (KHM9), in De zes zwanen (KHM49) zijn het zes zwanen.
- In het Russische sprookje 'De prinses en de zeven ridders'[1] wordt de prinses door zeven ridders in het bos 'zusje' genoemd. Ze werkt in hun huisje. De boze tsarina geeft haar op een dag een giftige appel en prins Igor vraagt aan de zon, de maan en de wind, waar hij zijn vrouw kan vinden. Ze ligt in een kristallen kist, die aan vier gouden kettingen hangt in een rotsspelonk. Met zijn zwaard slaat Igor de kist stuk en de geliefden sluiten elkaar in de armen.
- In het Turkse sprookje 'De zeven broers'[2] zijn het zeven broers, die vanwege de geboorte van hun zusje (ze dachten dat het weer een broertje was) naar de bergen gaan en er in een huisje gaan wonen. Ze zoekt haar zeven broers op en doet voor hen het huishouden. Ze wordt tegengewerkt door een jaloerse kat, die het vuur in de haard dooft. Het meisje gaat vuur halen bij Tante, een reuzin. De zoon van de Tante komt naar het huisje van de zeven broers, valt in een valkuil en wordt onthoofd. Als Tante zelf komt, laat de kat haar het hoofd van haar zoon zien. Woedend steekt tante een tand van de zoon in de voet van het meisje. Zij valt voor dood neer. De zeven broers brengen haar op de rug van een paard naar vader en moeder. Als ze haar wil begraven, ontdekt moeder de tand en trekt 'm uit de voet van het meisje. Zij staat op en iedereen is gelukkig.
- Het meisje dat iets neemt uit zeven bordjes en zeven bekertjes, lijkt op Sneeuwwitje en de zeven dwergen (KHM53). Er bestaat een variant van het sprookje over Sneeuwwitje, waarin de dwergen in een glazen berg wonen.
- Denk ook aan het Engelse sprookje over Goudlokje en de drie beren,[3] zij hebben elk een eigen bed, stoel en bordje. Niet alle spullen blijken geschikt voor Goudlokje. Goudlokje kijkt tijdens haar vlucht niet om, dit komt in vele verhalen over de onderwereld voor.
- Reizen naar de zon en de maan komt in veel sprookjes voor. Bijvoorbeeld in De zingende springende leeuwerik (KHM88) en De ijzeren kachel (KHM127).
- De wens voor een dochter komt in vele sprookjes voor.
- De glazen berg staat symbool voor het einde van de wereld, zie ook De ijzeren kachel (KHM127) en De trommelslager (KHM193). Volgens sommigen is het een beeld van het hiernamaals.
- Zeven is in veel culturen een magisch getal, het komt voor in vele verhalen (zeven dwergen, zeven raven, 7 ridders), ook bijvoorbeeld in de Bijbel. Denk ook aan de zeven kleuren van de regenboog en de zeven planeten. Zie ook De wolf en de zeven geitjes (KHM5) en Sneeuwwitje (KHM53).
- Een raaf staat symbool voor de zielenreis of reis naar de onderwereld, het schimmenrijk of de hel. De raaf hoort ook bij licht- of zonnegoden (bijvoorbeeld Lugh, Odin en Apollon). Zie ook Huginn en Muninn, zij staan voor gedachte en geheugen. In de Griekse mythologie zijn harpijen bekend.
- De planeet Venus is de morgen- en avondster. Venus is ook een godin, zie ook Inanna en Ishtar.
- De put komt in veel sprookjes voor, bijvoorbeeld Vrouw Holle (KHM24). Ook dit kan een weg naar de onderwereld zijn.
- Als de ring in de beker wordt gelegd, wordt de (mannelijke) geest met de (vrouwelijke) ziel verenigd, zie ook Bontepels (KHM65), De raaf (KHM93) en Bontepels (KHM101).
- Kleuren spelen een symbolische rol.
- Vingers spelen vaker een rol in sprookjes, zie ook vingersprookje.
- Het kleine, grijze of oude mannetje treedt vaak op als helper van de mens, maar kan ook boosaardig zijn. Denk ook aan een kabouter, dwerg, gnoom, trol of onderaardse geest. Zie hiervoor ook Het zingende botje (KHM28), De kabouters (KHM39), Repelsteeltje (KHM55), De bijenkoningin (KHM62), De gouden gans (KHM64), Het aardmanneke (KHM91), Het water des levens (KHM97), De geest in de fles (KHM99), De jood in de doornstruik (KHM110), Vogel Grijp (KHM165), Sterke Hans (KHM166) en De geschenken van het kleine volkje (KHM182).
- De mens in de gedaante van een dier komt voor in De kikkerkoning (KHM1), De twaalf broeders (KHM9), Broertje en zusje (KHM11), De drie veren (KHM63), De gauwdief en zijn meester (KHM93), De groente-ezel (KHM122), De ijzeren kachel (KHM127), Het lammetje en het visje (KHM141), Sneeuwwitje en Rozerood (KHM161), Het boshuis (KHM169) en De kristallen bol (KHM197).
- Een botje speelt ook een belangrijke rol in Het zingende botje (KHM28).